# Bernardo Giustiniani
Pour les articles homonymes, voir Giustiniani.
Bernardo Giustiniani, né le 6 janvier 1408 à Venise où il est mort le 10 mars 1489, est un homme politique vénitien.

## Biographie
Neveu de Lorenzo Giustiniani, il est élève de Guarino de Vérone, Georges de Trébizonde et François Philelphe. Chargé de plusieurs missions auprès du roi de Naples Ferdinand (1453), du roi de France Louis XI et des papes Pie II, Paul II et Sixte IV, il reçoit le gouvernement de Padoue en 1467 puis entre au Conseil des Dix et est élu procurateur de Saint-Marc en 1474.
Le 30 août 1486, lors de l'élection pour le poste de doge de Venise, Agostin Barbarigo s'impose face à Bernardo Giustiniani qui représente les vieilles familles de la République.

## Œuvres
- De Origine urbis Venetiarum rebusque ab ipsa gestis historia, Venise, 1492
- Orationes et epistolae, 1492